# 鶴鷹祭
鶴鷹祭（かくようさい）は、都留文科大学（山梨県都留市）と高崎経済大学（群馬県高崎市）の両体育会団体が競い合う対抗戦である。
1973年（昭和48年）に都留文科大学の体育館落成記念として、空手道部を中心とした対抗戦が行われたのが始まりとされる。以降徐々に参加団体が増え、第20回大会を機に都留と高崎の文字を「鶴」と「鷹」に見立てて「鶴鷹祭」と命名された。
現在は、総合体育対抗戦として、毎年6月下旬に開催地を隔年交代で行っている。各競技で勝敗を決め、勝利競技数により総合優勝校が決定する。

## 記録
過去44回通算成績
都留大○(24) － ●高経大(19) …引き分け 2　(2021年8月26日現在)
| 年     | 回   | 総合優勝校   | 優勝校成績 |
| ------ | ---- | ------------ | ---------- |
| 2010年 | 37回 | 都留文科大学 | 12勝10敗   |
| 2011年 | 38回 | 高崎経済大学 |            |
| 2012年 | 39回 | 都留文科大学 |            |
| 2013年 | 40回 | 都留文科大学 |            |
| 2014年 | 41回 | 都留文科大学 |            |
| 2015年 | 42回 | 都留文科大学 |            |
| 2016年 | 43回 | 高崎経済大学 | 15勝7敗    |
| 2017年 | 44回 | 高崎経済大学 | 13勝9敗    |
| 2018年 | 45回 | 高崎経済大学 |            |
| 2019年 | 46回 | 高崎経済大学 |            |